# World Cup 1985 (Tischtennis)
| 1984 ← World Cup → 1986 | 1984 ← World Cup → 1986                   |
| ----------------------- | ----------------------------------------- |
|                         | Männer                                    |
| Datum                   | 22.08.–25.08.                             |
| Ort                     | Foshan                                    |
| Auflage                 | 6                                         |
| Sieger                  | Chen Xinhua Andrzej Grubba Jiang Jialiang |

Der Tischtennis-World Cup 1985 fand in seiner 6. Austragung vom 22. bis 25. August im chinesischen Foshan statt. Es gab nur einen Wettbewerb für Männer. Gold ging an Chen Xinhua aus China.

## Modus
An dem Wettbewerb nahmen 16 Sportler teil, die auf vier Gruppen mit je vier Sportlern aufgeteilt wurden. Die Gruppenersten und -zweiten rückten in die im K.o.-Modus ausgetragene Hauptrunde vor. Die Halbfinal-Verlierer trugen ein Spiel um Platz 3 aus, die Viertelfinalverlierer spielten um die Plätze 5–8, die Gruppendritten um die Plätze 9–12 und die Gruppenletzten um die Plätze 13–16. Gespielt wurde mit zwei Gewinnsätzen, in der Hauptrunde mit drei Gewinnsätzen.

## Teilnehmer
| Platz | Name               | TN |
| ----- | ------------------ | -- |
| 1     | Chen Xinhua        | 1  |
| 2     | Andrzej Grubba     | 3  |
| 3     | Jiang Jialiang     | 3  |
| 4     | Chen Longcan       | 1  |
| 5     | Lo Chuen Tsung     | 1  |
| 6     | Kim Ki-taik        | 2  |
| 7     | Eric Boggan        | 4  |
| 8     | Jan-Ove Waldner    | 3  |
| 9     | Kiyoshi Saito      | 2  |
| 10    | Yoshihito Miyazaki | 1  |
| 11    | Gideon Joe Ng      | 1  |
| 12    | Tommy Danielsson   | 2  |
| 13    | Atanda Musa        | 2  |
| 14    | Leszek Kucharski   | 1  |
| 15    | Kim Wan            | 2  |
| 16    | Ulf Bengtsson      | 2  |

## Gruppenphase

### Gruppe 1
|                    | Ergebnis |                    |
| ------------------ | -------- | ------------------ |
| Eric Boggan        | 2:1      | Jiang Jialiang     |
| Eric Boggan        | 2:1      | Yoshihito Miyazaki |
| Eric Boggan        | 2:1      | Leszek Kucharski   |
| Jiang Jialiang     | 2:0      | Yoshihito Miyazaki |
| Jiang Jialiang     | 2:0      | Leszek Kucharski   |
| Yoshihito Miyazaki | 2:1      | Leszek Kucharski   |

| Platz | Spieler            | Spiele | Sätze | Punkte |
| ----- | ------------------ | ------ | ----- | ------ |
| 1     | Eric Boggan        | 3      | 6:3   | 6      |
| 2     | Jiang Jialiang     | 3      | 5:2   | 5      |
| 3     | Yoshihito Miyazaki | 3      | 3:5   | 4      |
| 4     | Leszek Kucharski   | 3      | 2:6   | 3      |

### Gruppe 2
|                  | Ergebnis |                  |
| ---------------- | -------- | ---------------- |
| Lo Chuen Tsung   | 2:0      | Kim Ki-taik      |
| Lo Chuen Tsung   | 2:0      | Tommy Danielsson |
| Lo Chuen Tsung   | 2:0      | Ulf Bengtsson    |
| Kim Ki-taik      |          | Tommy Danielsson |
| Kim Ki-taik      | 2:0      | Ulf Bengtsson    |
| Tommy Danielsson | 2:1      | Ulf Bengtsson    |

| Platz | Spieler          | Spiele | Sätze | Punkte |
| ----- | ---------------- | ------ | ----- | ------ |
| 1     | Lo Chuen Tsung   | 3      | 6:0   | 6      |
| 2     | Kim Ki-taik      | 3      | 4:?   | 5      |
| 3     | Tommy Danielsson | 3      | ?:5   | 4      |
| 4     | Ulf Bengtsson    | 3      | 1:6   | 3      |

### Gruppe 3
|                | Ergebnis |                |
| -------------- | -------- | -------------- |
| Chen Xinhua    |          | Andrzej Grubba |
| Chen Xinhua    | 2:0      | Kiyoshi Saito  |
| Chen Xinhua    |          | Atanda Musa    |
| Andrzej Grubba |          | Kiyoshi Saito  |
| Andrzej Grubba | 2:1      | Atanda Musa    |
| Kiyoshi Saito  | 2:0      | Atanda Musa    |

| Platz | Spieler        | Spiele | Sätze | Punkte |
| ----- | -------------- | ------ | ----- | ------ |
| 1     | Chen Xinhua    | 3      | 6:?   | 6      |
| 2     | Andrzej Grubba | 3      | ?:?   | 5      |
| 3     | Kiyoshi Saito  | 3      | ?:4   | 4      |
| 4     | Atanda Musa    | 3      | ?:6   | 3      |

### Gruppe 4
|                 | Ergebnis |                 |
| --------------- | -------- | --------------- |
| Chen Longcan    | 2:0      | Jan-Ove Waldner |
| Chen Longcan    | 2:0      | Gideon Joe Ng   |
| Chen Longcan    | 2:0      | Kim Wan         |
| Jan-Ove Waldner |          | Gideon Joe Ng   |
| Jan-Ove Waldner | 2:0      | Kim Wan         |
| Gideon Joe Ng   | 2:1      | Kim Wan         |

| Platz | Spieler         | Spiele | Sätze | Punkte |
| ----- | --------------- | ------ | ----- | ------ |
| 1     | Chen Longcan    | 3      | 6:0   | 6      |
| 2     | Jan-Ove Waldner | 3      | 4:?   | 5      |
| 3     | Gideon Joe Ng   | 3      | ?:5   | 4      |
| 4     | Kim Wan         | 3      | 1:6   | 3      |

## Hauptrunde
|  | Viertelfinale   | Viertelfinale  |                |              | Halbfinale       | Halbfinale |  |  | Finale | Finale |
|  |                 |                |                |              |                  |            |  |  |        |        |
|  |                 |                |                |              |                  |            |  |  |        |        |
|  | Andrzej Grubba  | 3              |                |              |                  |            |  |  |        |        |
|  | Andrzej Grubba  | 3              |                |              |                  |            |  |  |        |        |
|  | Eric Boggan     | 1              |                |              |                  |            |  |  |        |        |
|  | Eric Boggan     | 1              | Andrzej Grubba | 3            |                  |            |  |  |        |        |
|  |                 |                | Andrzej Grubba | 3            |                  |            |  |  |        |        |
|  |                 | Jiang Jialiang | 1              |              |                  |            |  |  |        |        |
|  | Lo Chuen Tsung  | Jiang Jialiang | 1              | 0            |                  |            |  |  |        |        |
|  | Lo Chuen Tsung  |                |                | 0            |                  |            |  |  |        |        |
|  | Jiang Jialiang  | 3              |                |              |                  |            |  |  |        |        |
|  |                 |                | Andrzej Grubba | 0            |                  |            |  |  |        |        |
|  |                 |                |                | Chen Xinhua  | 3                |            |  |  |        |        |
|  | Chen Longcan    | 3              |                |              |                  |            |  |  |        |        |
|  | Kim Ki-taik     | 1              |                |              |                  |            |  |  |        |        |
|  | Kim Ki-taik     | 1              | Chen Longcan   | 0            |                  |            |  |  |        |        |
|  |                 |                | Chen Longcan   | 0            | Spiel um Platz 3 |            |  |  |        |        |
|  |                 | Chen Xinhua    | 3              |              |                  |            |  |  |        |        |
|  | Jan-Ove Waldner | Chen Xinhua    | 3              | 2            | Jiang Jialiang   | 2          |  |  |        |        |
|  | Jan-Ove Waldner |                |                | 2            | Jiang Jialiang   | 2          |  |  |        |        |
|  | Chen Xinhua     | 3              |                | Chen Longcan | 0                |            |  |  |        |        |
|  | Chen Xinhua     | 3              |                |              | 0                |            |  |  |        |        |
|  |                 |                |                |              |                  |            |  |  |        |        |

## Platzierungsspiele
| um Platz | Spieler 1          | Ergebnis | Spieler 2        | um Platz | Spieler 1      | Ergebnis | Spieler 2          |
| -------- | ------------------ | -------- | ---------------- | -------- | -------------- | -------- | ------------------ |
| 5–6      | Lo Chuen Tsung     | 2:0      | Eric Boggan      | 5        | Lo Chuen Tsung | 2:0      | Kim Ki-taik        |
| 5–6      | Kim Ki-taik        | 2:0      | Jan-Ove Waldner  | 7        | Eric Boggan    | 2:0      | Jan-Ove Waldner    |
| 9–10     | Yoshihito Miyazaki | 2:0      | Tommy Danielsson | 9        | Kiyoshi Saito  | 2:1      | Yoshihito Miyazaki |
| 9–10     | Kiyoshi Saito      | 2:0      | Gideon Joe Ng    | 11       | Gideon Joe Ng  | 2:1      | Tommy Danielsson   |
| 13–14    | Leszek Kucharski   | 2:1      | Ulf Bengtsson    | 13       | Atanda Musa    | 2:1      | Leszek Kucharski   |
| 13–14    | Atanda Musa        | 2:0      | Kim Wan          | 15       | Kim Wan        | 2:0      | Ulf Bengtsson      |